# 런던하츠
《런던하츠》(ロンドンハーツ, London Hearts)는 TV 아사히 계열에서 매주 화요일 21:00부터 21:54까지 방송되는 버라이어티 쇼로, 런던부츠 1호 2호가 진행하는 TV 프로그램이다.

## 출연자

### 진행자
- 런던부츠 1호 2호 (다무라 아쓰시, 다무라 료)

방송의 진행자이다. 아쓰시는 평소 출연자들에게 몰래카메라를 기획하는 입장이지만, 때때로 자신이 몰래카메라를 당하기도 한다. 료는 아쓰시와 같은 진행자지만 가끔가다 초대 손님 자리에 앉기도 한다. 또 특별 기획의 내용에 대해 사전에 듣지 못하거나, 방송 후반에 투입되는 등 하찮게 취급당한다.

### 부정기 출연자
- 유
- 아비루 유
- 니시카와 아야코
- 야스 메구미
- 모리시타 치사토
- 호소카와 시게키
- 오토모 고헤이

### 과거 출연자
- 린카
- 이지마 아이
- 스즈키 사리나
- 스기모토 아야
- 아오타 노리코
- 야마구치 모에
- 야마모토 모나
- 와카츠키 치나츠
- 호시노 아키
- 카고 아이
- 마나베 가오리
- 마르시아
- 인링

등

## 코너

### 주요 코너
자만 주의! 여자의 자기 순위표
그 외
도스케베 호이호이
블랙 메일 (The Bl@ck Mail)

### 과거 코너들
순위 매기기 시리즈
순위 매기는 여자들
순위 매기는 여자 게닌들
순위 매기는 여자 아나운서들
순위 매기는 남자들
순위 매기는 젊은 게닌들
오샤레 게이트
트라이앵글 ~반한 여자는 애인의 친구
아이돌 트랩
여자의 이 부분을 모르겠어
소거녀
커밍아웃 온천
타무라 택시
남자시험!!

## 평가
젊은 층을 중심으로 인기를 얻었으나, 일본 PTA 전국연합회의 〈아이들에게 보여주고 싶지 않은 프로그램〉 조사에서 매년 상위를 차지하고 있다 (2004년부터 2012년까지 9년 연속 1위).

## 코너 수출
코너 중 하나인 〈순위 매기는 여자〉(일본어: 格付けしあう女たち)를 원안으로 제작된 《순위 정하는 여자》가 한국의 QTV에서 방송됐으며, 동명 코너를 원안으로 한 《다이아몬드걸》이 같은 QTV에서 2012년부터 방송 중이다.

## 같이 보기
- 보도 스테이션 - 이 프로그램(예능부문)과 더불어, TV 아사히의 인기 프로그램(보도부문, 화요일 밤 이 프로그램 종료 직후에 이어서 방송됨).
- 뉴스 스테이션 - '보도 스테이션'의 전신(1985~2004, 1999~2004년 기간중 화요일 밤의 방송상황이 보도 스테이션과 같음).
- 뮤직 스테이션 - 이 프로와 더불어, TV 아사히의 대표 예능 프로그램. 금요일 밤 방송.
- 스마 스테이션 - 이 프로와 더불어, TV 아사히의 버라이어티(예능)프로그램. 토요일 밤, SMAP멤버 카토리 싱고가 진행.
- 순위 정하는 여자 - 이 프로그램의 특정 코너 판권을 직접 구입하여 방송하는 대한민국의 케이블 방송 프로그램[4].